# Median (geometri)

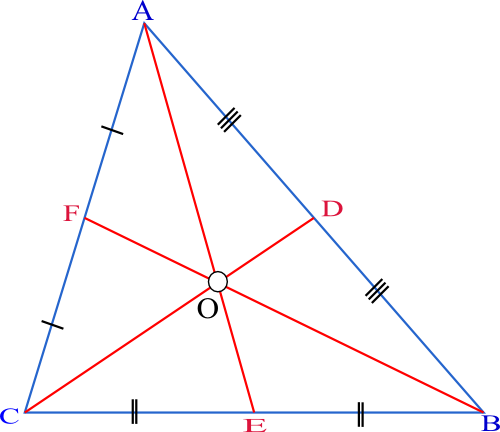
Figur 1. De röda medianerna skär varandra i triangelns tyngdpunkt O.

Figur 2. Avståndet längs medianen från hörnet till tyngdpunkten är dubbelt så stort som avståndet från tyngdpunkten till den motstående sidans mittpunkt.

Inom geometri betecknar median (från latin medianus, "mitterst", från medius "i mitten") en linje från ett hörn i en triangel till den motstående sidans mittpunkt. De tre medianerna skär varandra i triangelns geometriska tyngdpunkt. Medianerna är cevianer.
Begreppet kan utsträckas till att omfatta tetraedrar.

## Förhållande till tyngdpunkten
Eftersom {\displaystyle |{\overline {CE}}|=|{\overline {BE}}|} (se figur 1) har trianglarna {\displaystyle \triangle ACE} och {\displaystyle \triangle ABE} samma yta (deras höjd med avseende på basen {\displaystyle |{\overline {CE}}|} respektive {\displaystyle |{\overline {BE}}|} är ju densamma). Eftersom de har samma yta så har de också samma höjd, {\displaystyle h}, med avseende på basen {\displaystyle {\overline {AE}}}. En triangels tyngdpunkt ligger på avståndet {\displaystyle h/3} från basen och tyngdpunkterna för {\displaystyle \triangle ACE} och {\displaystyle \triangle ABE} ligger alltså lika långt från {\displaystyle {\overline {AE}}}. Deras gemensamma tyngdpunkt (alltså tyngdpunkten för {\displaystyle \triangle ABC}) ligger alltså mitt emellan dessa tyngdpunkter (trianglarna har ju samma yta och därmed samma "vikt"), det vill säga på medianen {\displaystyle {\overline {AE}}}.
Likaledes har vi att {\displaystyle |\triangle BCF|=|\triangle BAF|} och {\displaystyle |\triangle CAD|=|\triangle CBD|} och på samma sätt som ovan finner vi att tyngdpunkten även ligger på {\displaystyle {\overline {BF}}} och {\displaystyle {\overline {CD}}}. Därmed har vi visat att triangelns medianer skär varandra i den geometriska tyngdpunkten.
Att triangelns tyngdpunkt ligger på medianen inses också om man betraktar alla sträckor från {\displaystyle |{\overline {AC}}|} till {\displaystyle |{\overline {AB}}|} som är parallella med {\displaystyle |{\overline {BC}}|}. Deras mittpunkter (=tyngdpunkter) ligger ju alla på samma linje - medianen {\displaystyle |{\overline {AE}}|} - och sålunda ligger deras gemensamma tyngdpunkt också på linjen.
I figur 2 ser vi att trianglarna {\displaystyle \triangle FHS} och {\displaystyle \triangle FGC} är likformiga och eftersom {\displaystyle |{\overline {CG}}|=3\cdot |{\overline {SH}}|} så är {\displaystyle |{\overline {CF}}|=3\cdot |{\overline {SF}}|}. Tyngdpunkten delar alltså medianen så att sträckan från tyngdpunkten till hörnet är dubbelt så lång som sträckan från tyngdpunkten till den motstående sidans mittpunkt.

## Sex likstora trianglar
Eftersom en median delar en triangel (figur 1) i två delar med samma yta (se "Förhållande till tyngdpunkten" ovan), har vi att:
{\displaystyle |\triangle ACE|=|\triangle ABE|}   (1)
{\displaystyle |\triangle BCF|=|\triangle BAF|}   (2)
{\displaystyle |\triangle CAD|=|\triangle CBD|}   (3)
{\displaystyle |\triangle OBE|=|\triangle OCE|}   (4)
{\displaystyle |\triangle OAF|=|\triangle OCF|}   (5)
{\displaystyle |\triangle OAD|=|\triangle OBD|}   (6)
Vi har med hjälp av (1) att:
{\displaystyle |\triangle OAD|+|\triangle OBD|+|\triangle OBE|=|\triangle ABE|=|\triangle ACE|=|\triangle OAF|+|\triangle OCF|+|\triangle OCE|}   (7)
Vi sätter in likheterna (4), (5) och (6) i (7) och får:
{\displaystyle |\triangle OAD|+|\triangle OAD|+|\triangle OBE|=|\triangle OAF|+|\triangle OAF|+|\triangle OBE|\Leftrightarrow }
{\displaystyle |\triangle OAD|=|\triangle OAF|}
På samma sätt får vi från (2) respektive (3) att {\displaystyle |\triangle OCE|=|\triangle OCF|} och {\displaystyle |\triangle OBD|=|\triangle OBE|}.
Sålunda har vi funnit att:
{\displaystyle |\triangle OAD|=|\triangle OAF|=|\triangle OCF|=|\triangle OCE|=|\triangle OBE|=|\triangle OBD|}.
Medianerna delar alltså en triangel i sex likstora trianglar.
Och eftersom detta även innebär att {\displaystyle |\triangle AOB|=|\triangle AOC|=|\triangle BOC|} ger det att medianernas skärningspunkt, triangelns tyngdpunkt, har de barycentriska koordinaterna {\displaystyle 1:1:1}.

## Medianernas längd

Figur 3.Parallellogrammet ABCD består av de två kongruenta trianglarna ABC och CDA. Längden av BD är medianens dubbla längd.

Betrakta parallellogrammen {\displaystyle ABCD} i figur 3. Det kan delas i de två kongruenta ("identiska i allt utom plats och riktning") trianglarna {\displaystyle \triangle ABC} och {\displaystyle \triangle CDA}. {\displaystyle {\overline {BD}}} delar {\displaystyle {\overline {AC}}} på mitten och vice versa. Medianens längd, som vi kan kalla {\displaystyle m_{B}}, i {\displaystyle \triangle ABC} från hörnet {\displaystyle B} till sidan {\displaystyle {\overline {AC}}} är alltså halva {\displaystyle |{\overline {BD}}|}. Parallellogramlagen ger oss:
{\displaystyle 2\cdot |{\overline {AB}}|^{2}+2\cdot |{\overline {BC}}|^{2}=|{\overline {AC}}|^{2}+|{\overline {BD}}|^{2}\Leftrightarrow }
{\displaystyle |{\overline {BD}}|^{2}=2\cdot |{\overline {AB}}|^{2}+2\cdot |{\overline {BC}}|^{2}-|{\overline {AC}}|^{2}}
{\displaystyle m_{B}={\frac {|{\overline {BD}}|}{2}}={\frac {1}{2}}{\sqrt {2\cdot |{\overline {AB}}|^{2}+2\cdot |{\overline {BC}}|^{2}-|{\overline {AC}}|^{2}}}}
och analogt:
{\displaystyle m_{A}={\frac {1}{2}}{\sqrt {2\cdot |{\overline {AB}}|^{2}+2\cdot |{\overline {AC}}|^{2}-|{\overline {BC}}|^{2}}}}
{\displaystyle m_{C}={\frac {1}{2}}{\sqrt {2\cdot |{\overline {AC}}|^{2}+2\cdot |{\overline {BC}}|^{2}-|{\overline {AB}}|^{2}}}}
Att summan av kvadraterna på två triangelsidor är lika med summan av halva kvadraten på den tredje sidan och dubbla kvadraten på medianen till denna kallas Apollonios sats (efter Apollonios från Perga). Exempelvis kan vi skriva om uttrycket för {\displaystyle m_{A}} som:
{\displaystyle |{\overline {AB}}|^{2}+|{\overline {AC}}|^{2}={\frac {|{\overline {BC}}|^{2}}{2}}+2m_{A}^{2}}
Summerar vi kvadraterna på dessa tre uttryck för medianlängderna finner vi att:
{\displaystyle 4\cdot (m_{A}^{2}+m_{B}^{2}+m_{C}^{2})=3\cdot (|{\overline {AB}}|^{2}+|{\overline {AC}}|^{2}+|{\overline {BC}}|^{2})}
Vilket även ger, exempelvis:
{\displaystyle |{\overline {AC}}|={\frac {2}{3}}{\sqrt {2m_{A}^{2}+2m_{C}^{2}-m_{B}^{2}}}}

## Tetraeder

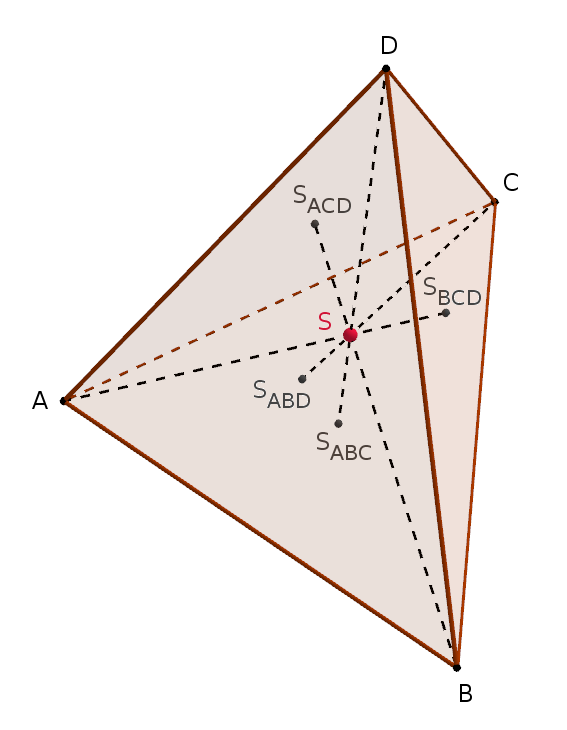
Tetraeder. En median går från ett hörn till den motstående sidans tyngdpunkt. Exempelvis från hörnet B till S_{ACD} som är tyngdpunkten i triangeln ACD. De skär varandra i S, tetraedens tyngdpunkt.

I en tetraeder går medianerna från ett hörn till den motstående sidans tyngdpunkt och de skär varandra i tetraederns tyngdpunkt. Att de gör så inses om man betraktar alla trianglar som är parallella med "bastriangelns" yta och som har sina hörn i tetraederkanterna. Dessa trianglar är ju likformiga och eftersom deras hörn sammanbinds av de rätlinjiga tetraederkanterna, så ligger också deras tyngdpunkter på samma räta linje: tetraedermedianen. Tyngdpunkten delar dock inte medianerna i förhållandet 1:2, utan 1:3. Detta förhållande kallas Commandinos sats, efter den italienske 1500-talsmatematikern Federico Commandino.